# Westhoffen

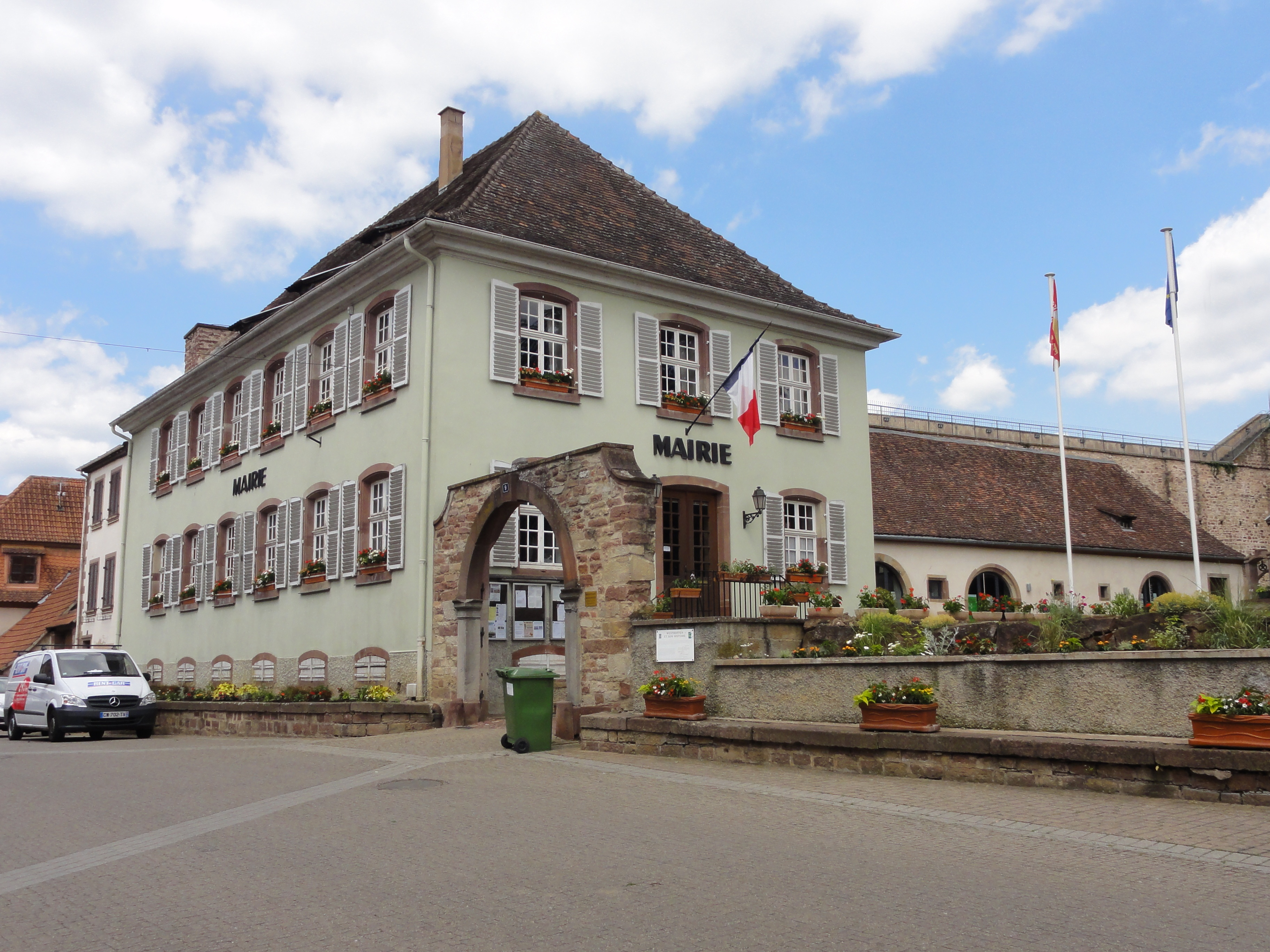
Rathaus (Mairie)

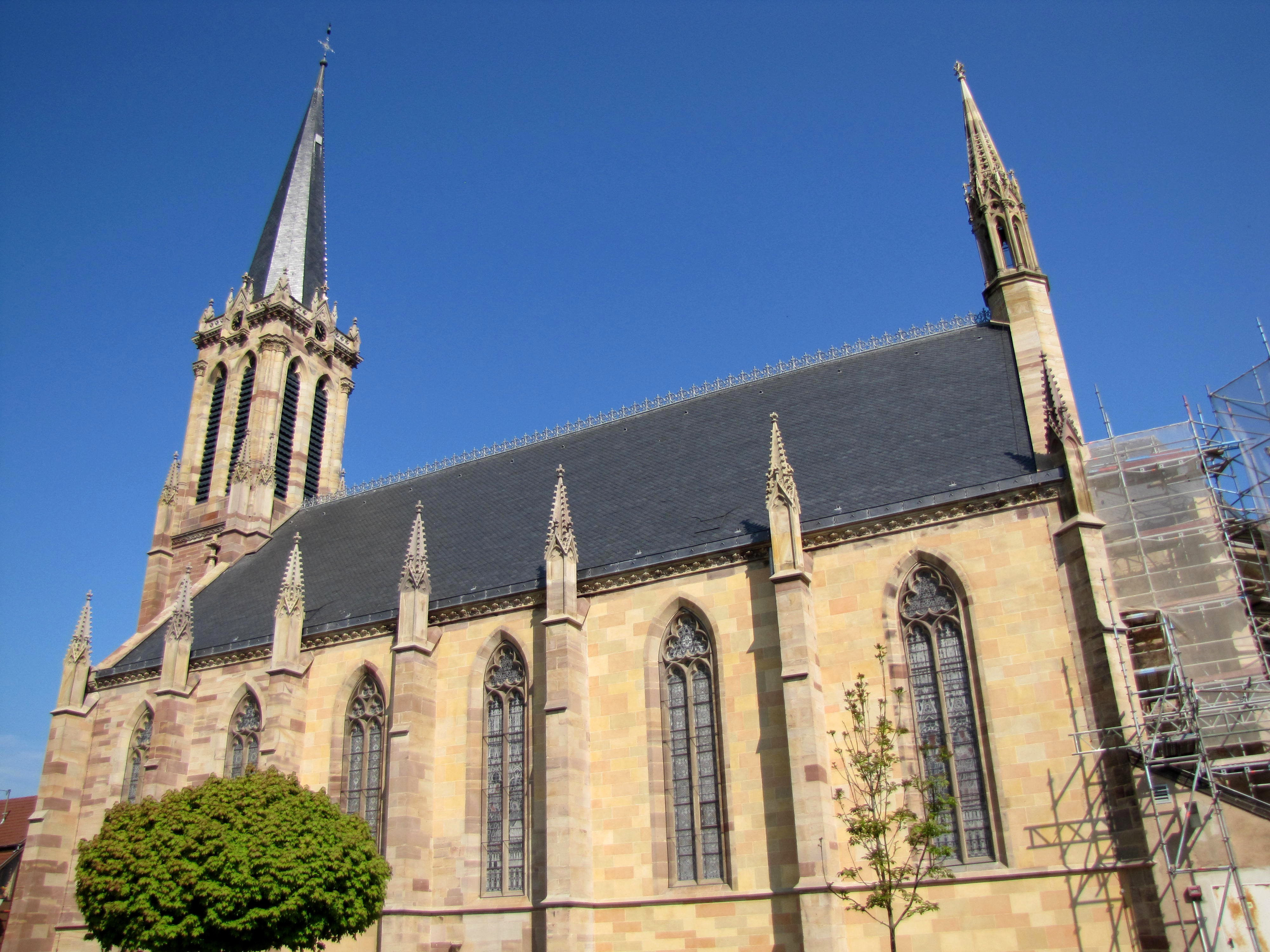
Evangelische Kirche

Westhoffen (deutsch Westhofen im Elsass) ist eine französische Gemeinde mit 1693 Einwohnern (Stand 1. Januar 2021) im Kanton Saverne im Département Bas-Rhin in der Region Grand Est (bis 2015 Elsass und seit 2021 in der gleichnamigen Europäischen Gebietskörperschaft). Sie ist Mitglied der Communauté de communes de la Mossig et du Vignoble.

## Geographie
Der Flecken liegt im Unterelsass an der Elsässer Weinstraße, etwa 25 Kilometer westlich von Straßburg, neun  Kilometer nordnordwestlich von Molsheim sowie vier Kilometer südlich von Wasselonne (Wasselnheim) am Fuße des 366 m ü. M. hohen Geiersteins und ist eine Nachbargemeinde von Balbronn (Balbronn).
Zwei kleine Bäche, der Kothbach und der Westerbach, fließen durch die fruchtbare Gemarkung und ergießen sich in die Mossig.

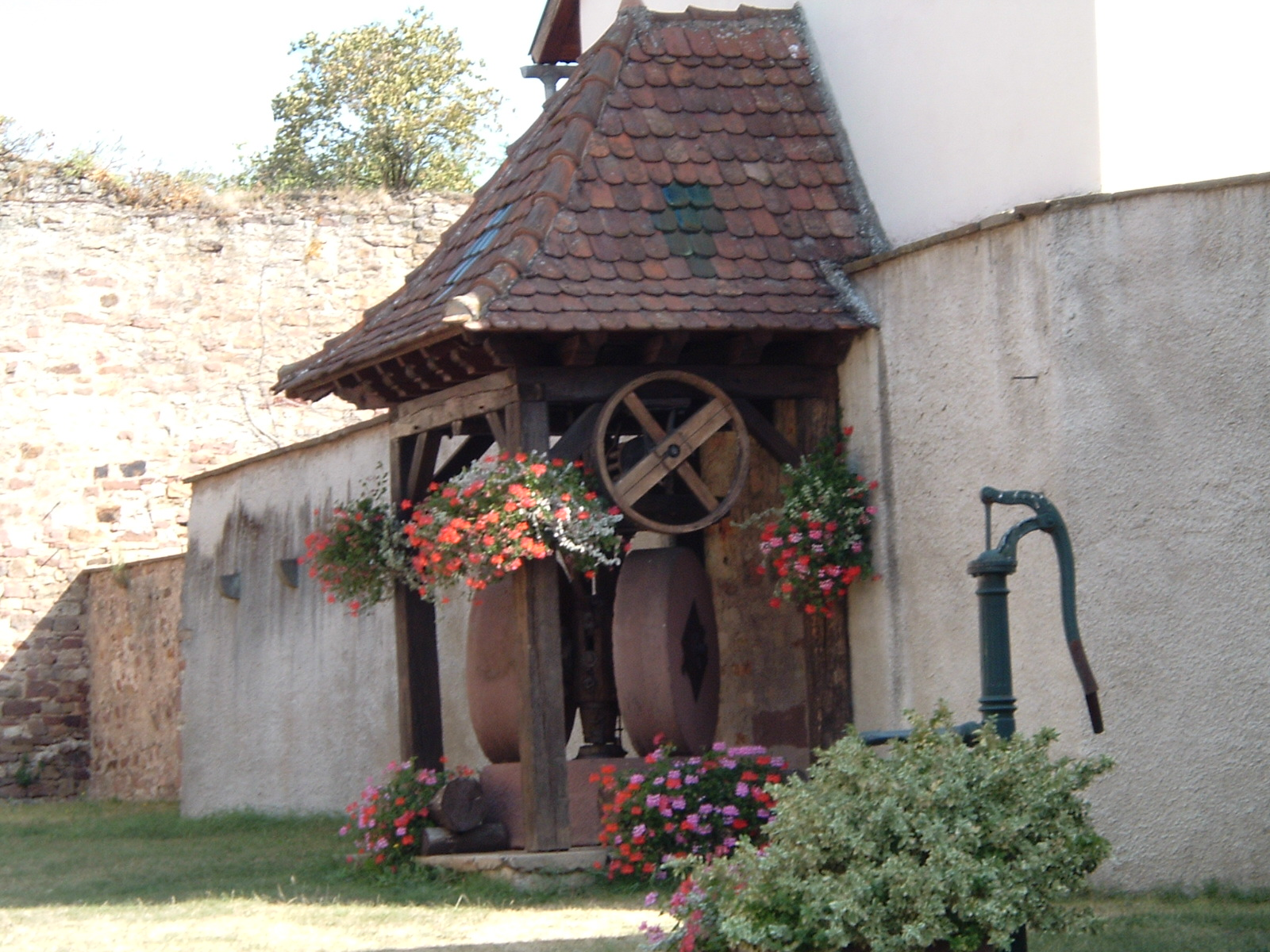
Gemeindekelter

## Geschichte

### Mittelalter

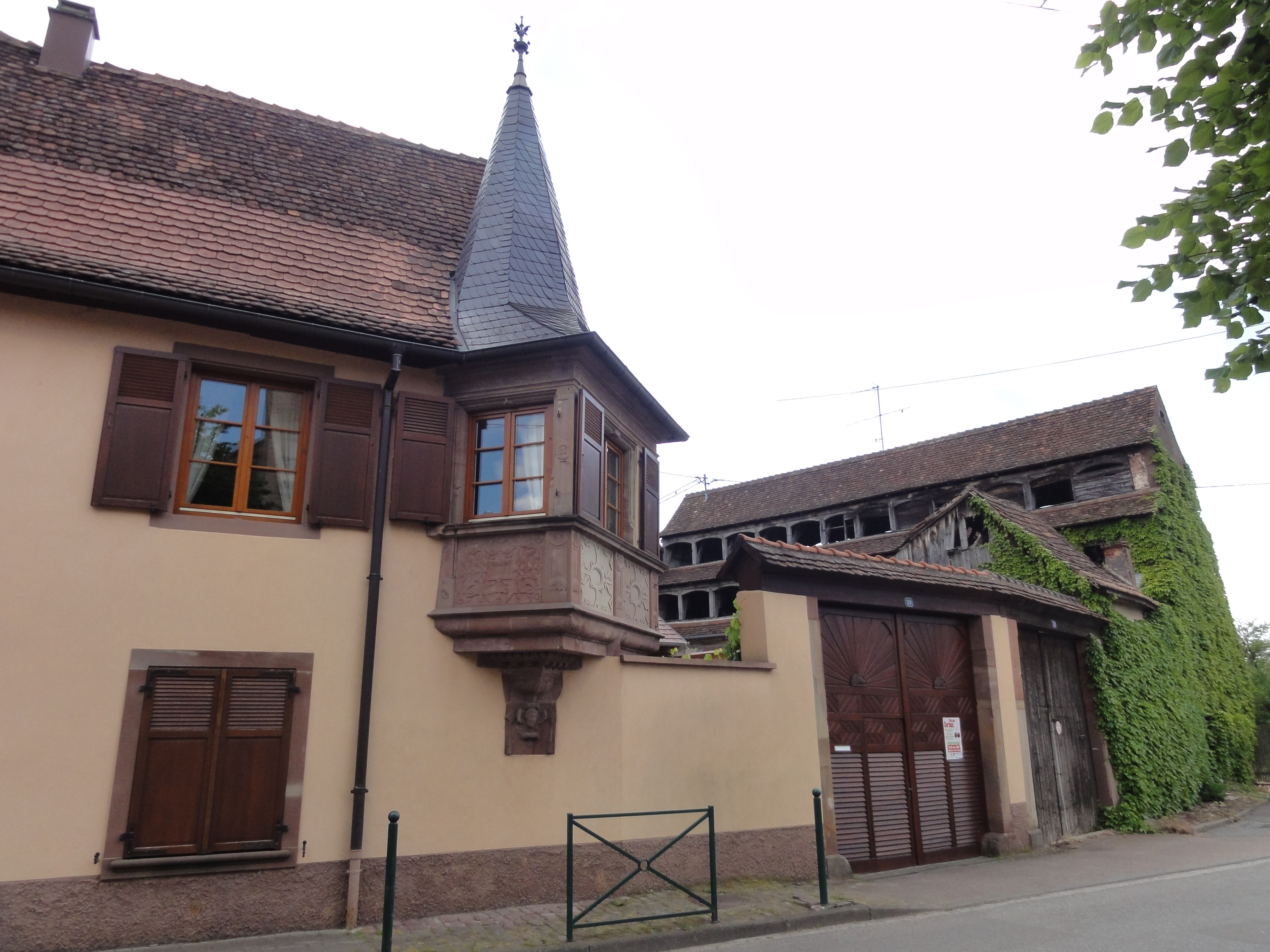
Gerberei Bury/Birri, rue Birris 29

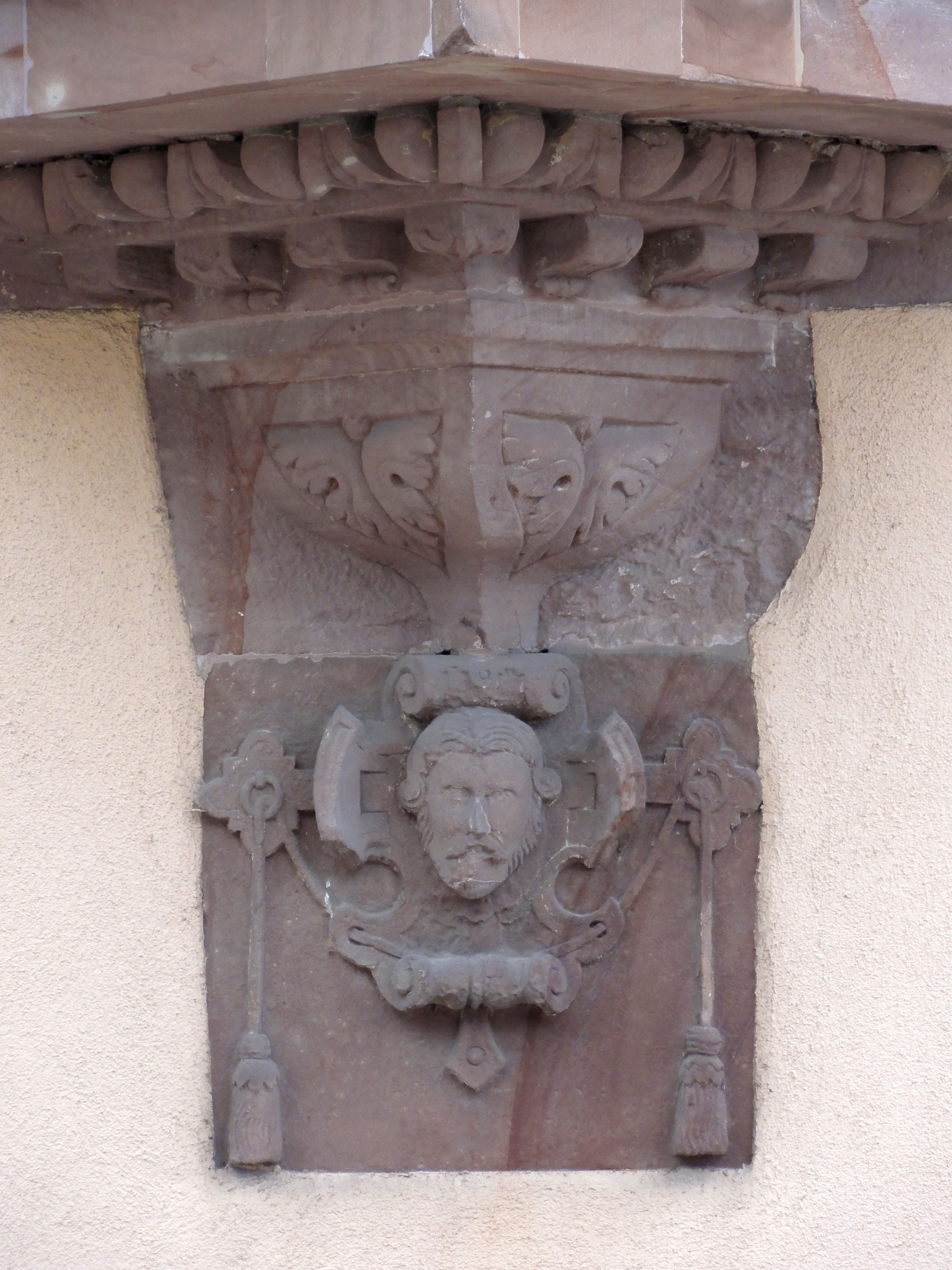
Gerberei Bury/Birri (Detail)

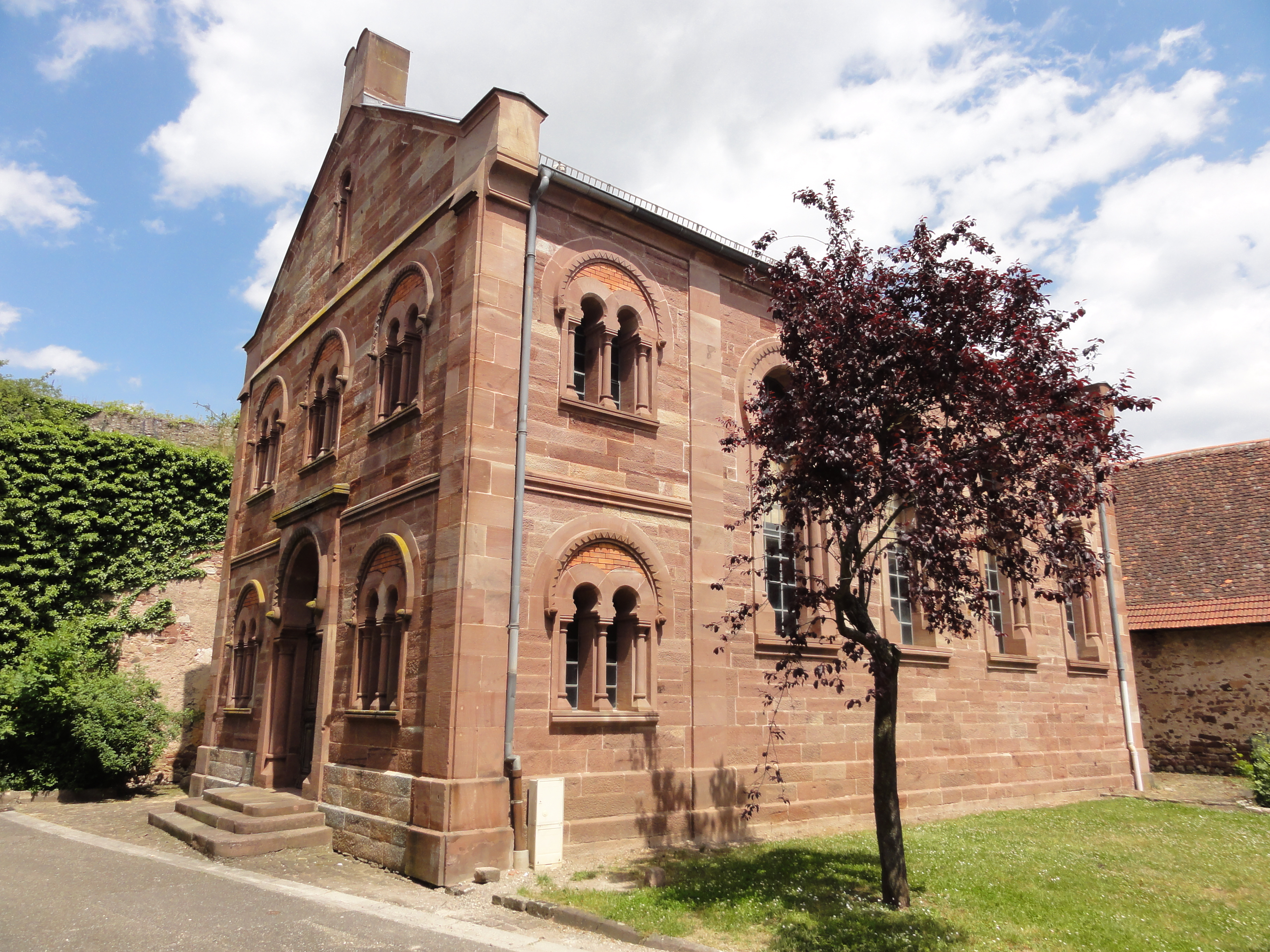
Synagoge

Der Ort wurde im Jahr 739 als Westhoue erwähnt.
Westhofen war ein Lehen des Heiligen Römischen Reichs an die Herren von Lichtenberg. Die Erstbelehnung erfolgte am 21. Oktober 1302. In der Herrschaft Lichtenberg war es dem gleichnamigen Amt Westhofen zugeordnet. 1332 erhielt Westhofen Stadtrecht, und zwar das von Hagenau.
Nach Überfällen durch die Armagnaken 1444 und folgenden Missernten war die Stadt wirtschaftlich am Ende und die Einwohner wollten sie verlassen. Der Landesherr, Ludwig V. von Lichtenberg, schloss daraufhin mit den führenden Persönlichkeiten der Stadt einen Vertrag über den Wiederaufbau und gab dafür ein Darlehen mit großzügigen Rückzahlungsbedingungen, so dass die Stadt nicht verlassen wurde.
Als 1480 mit Jakob von Lichtenberg das letzte männliche Mitglied des Hauses verstarb, wurde das Erbe zwischen seinen beiden Nichten, Anna und Elisabeth, geteilt. Anna hatte Graf Philipp I. (d. Ä.) von Hanau (1417–1480) geheiratet, über die das Amt Westhofen an die aus dieser Ehe entstehende Grafschaft Hanau-Lichtenberg kam.

### Neuzeit
Graf Philipp IV. von Hanau-Lichtenberg führte 1545 in seiner Grafschaft die Reformation durch, sie wurde nun lutherisch.
Um 1650 gründete der Rotgerber Johann (Jean) Bury (1602–1665) aus Lixheim seine erste Gerberei in Westhofen. Er war ein Onkel des Wasselonner Gastwirts David Bury d. J., Vater des Straßburger Rotgerbers Benjamin Bury (Gerberei Rue des Dentelles Nr. 12), Gründer der ersten Papiermühle in Wasselnheim (später Papeterie Pasquay).
Johann Burys Sohn, Jean-Jacques Bury (* v. 1650–1704) ließ um 1680 neben der Gerberei ein Sandsteinhaus im Renaissance-Stil mit einem Erker zur Straße hin bauen, die heute seinen Namen trägt: Burysgass (rue Birris).
Im Rahmen der Reunionspolitik Ludwigs XIV., die expansionistische Ziele verfolgte, beschlossen eigens für diesen Zweck eingerichtete ‚Reunionskammern‘, die der Landgier der französischen Krone einen Anstrich juristischer Legitimation verleihen sollten, ab 1679 die Annexion erheblicher Teile der Grafschaft Hanau-Lichtenberg im Elsass durch das Königreich Frankreich. Aufgrund alter Verträge – meist bezogen auf mittelalterliche Lehensverhältnisse – wurde die angebliche historische Zugehörigkeit der zehn freien Reichsstädte im Elsass (Zehnstädtebund) sowie weiterer Gebiete zu Frankreich gerichtlich behauptet. Eigene Verträge der Reichsstädte und Reichsstände mit der Krone Frankreichs waren jedoch nie von Kaiser und Reich genehmigt worden. Auf diesem Wege wurden das Amt Westhofen und Westhofen 1680 Frankreich einverleibt.  Diese Gebietsaneignungen galten schon im 17. Jahrhundert als unrechtmäßig und waren selbst innerhalb Frankreichs umstritten.
Nach dem Tod des letzten Hanauer Grafen, Johann Reinhard III., fiel das Erbe – und damit auch Westhoffen – 1736 an den Sohn seiner einzigen Tochter, Charlotte, den Erbprinzen und späteren Landgrafen Ludwig (IX.) von Hessen-Darmstadt. Im Zuge der Revolution wurde das Amt Westhofen als Verwaltungseinheit aufgelöst.
Durch den Frankfurter Frieden vom 10. Mai 1871 kam das Gebiet an das deutsche Reichsland Elsaß-Lothringen, und das Dorf wurde dem Kreis Molsheim im Bezirk Unterelsass zugeordnet. Die Dorfbewohner betrieben Getreide- und Weinbau sowie Viehhandel. Nach dem Ersten Weltkrieg musste die Region aufgrund der Bestimmungen des Versailler Vertrags 1919 an Frankreich abgetreten werden. Im Zweiten Weltkrieg war das Gebiet von der deutschen Wehrmacht besetzt, und Das Dorf stand bis 1944 unter deutscher Verwaltung. 1940 wurden die verbliebenen Juden nach Südfrankreich deportiert. Nach Angaben von Yad Vashem fielen mindestens dreiundzwanzig ehemalige Einwohner jüdischen Glaubens der Gewaltherrschaft zum Opfer.
Westhoffen gehörte dem 1992 gegründeten Gemeindeverband Communauté de communes des Coteaux de la Mossig an, der 2017 in der Communauté de communes de la Mossig et du Vignoble aufging.

### Demographie
Im Jahr 1821 hatte der Flecken 2238 Einwohner, von denen zwei Drittel Evangelische und die übrigen teils Katholiken teils Juden waren.  Die Evangelischen hatten einen eigenen Pfarrer, die Katholiken einen Pfarrverweser.
| Jahr      | 1798 | 1962 | 1968 | 1975 | 1982 | 1990 | 1999 | 2006 | 2017 |
| --------- | ---- | ---- | ---- | ---- | ---- | ---- | ---- | ---- | ---- |
| Einwohner | 2383 | 1322 | 1348 | 1386 | 1416 | 1460 | 1590 | 1605 | 1651 |

## Sehenswürdigkeiten
- Evangelische Kirche Westhoffen
- Römisch-katholische Martinskirche
- Synagoge und jüdischer Friedhof
- Gerberei Bury
- Gebäude der gemeindeeigenen Weinkelter Pressoir de la mairie

## Persönlichkeiten
- Gustav Kron (1878–1942), 1905 bis 1914 Lehrer der jüdischen Gemeinde, 1942 im Vernichtungslager Kulmhof ermordet
- Victor Nessmann (1873–1944), von 1899 bis 1940 Pastor der evangelisch-lutherischen Gemeinde[20]
- Victor Nessmann (1900–1944), Sohn des Pastors, in Westhoffen aufgewachsen, Arzt, Résistancekämpfer und Opfer des Nationalsozialismus, Namensgeber der Place Dr Nessmann